# Cirkelspiegeling

Cirkelspiegeling

In de vlakke meetkunde is een cirkelspiegeling een afbeelding die het inwendige en het uitwendige van een cirkel met elkaar verwisselt. De afbeelding is hoekgetrouw en is een speciale conforme afbeelding. Het is de vlakke versie van een meetkundige inversie. De ruimtelijke versie is de bolspiegeling.

## Definitie
Een cirkelspiegeling aan een cirkel, de inversiecirkel, met middelpunt {\displaystyle M}, het inversiecentrum, en straal {\displaystyle R} is een afbeelding die het punt {\displaystyle P}, ongelijk aan het middelpunt {\displaystyle M}, afbeeldt op het punt {\displaystyle P'} dat ligt op de rechte {\displaystyle MP} en waarvoor geldt:
{\displaystyle |MP'|={\frac {R^{2}}{|MP|}}}
{\displaystyle P} en {\displaystyle P'} liggen dus aan weerszijden van de cirkel,
Uit de definitie volgt direct dat een cirkelspiegeling zijn eigen inverse is.

## Analytische beschrijving
In een cartesisch coördinatensysteem met het middelpunt {\displaystyle M} als oorsprong wordt de cirkelspiegeling aan de cirkel {\displaystyle x^{2}+y^{2}=R^{2}} beschreven door:
{\displaystyle (x,y)\mapsto {\frac {R^{2}}{x^{2}+y^{2}}}(x,y)}
In poolcoördinaten {\displaystyle r} en {\displaystyle \varphi } heeft de cirkelspiegeling de eenvoudige voorstelling:
{\displaystyle (r,\,\varphi )\mapsto \left({\frac {R^{2}}{r}},\varphi \right)}
In het complexe vlak wordt de cirkelspiegeling aan de eenheidscirkel gegeven door de afbeelding:
{\displaystyle z\mapsto {\frac {1}{\overline {z}}}}
waarin {\displaystyle {\overline {z}}} de complex geconjugeerde van {\displaystyle z} is.

## Constructie

### Met passer en liniaal

Constructie met passer en liniaal van de toevoeging door de cirkelspiegeling aan de rode cirkel

De cirkelspiegeling aan de cirkel met middelpunt {\displaystyle M} voegt de punten {\displaystyle P} en {\displaystyle P'} aan elkaar toe.
- Voor een punt {\displaystyle P} op de cirkel is {\displaystyle P'=P}.

- Als {\displaystyle P} in het inwendige van de cirkel ligt, trekt men de rechte door {\displaystyle P} loodrecht op {\displaystyle MP}. De raaklijnen in de snijpunten met de cirkel snijden elkaar in het punt {\displaystyle P'} op het verlengde van {\displaystyle MP}.

- Ligt {\displaystyle P} buiten de cirkel, dan construeert men met behulp van de thalescirkel de beide raaklijnen aan de cirkel. De verbindingslijn van de raakpunten snijdt de lijn {\displaystyle MP} in het beeldpunt {\displaystyle P'}.

## Eigenschappen
- Een cirkelspiegeling verwisselt het inwendige en het uitwendige van de inversiecirkel. De punten op de inversiecirkel zijn dekpunten.
- Een cirkelspiegeling is z'n eigen inverse.
- Een cirkelspiegeling keert de oriëntatie om.
- Een cirkelspiegeling is een conforme afbeelding. In het bijzonder is ze hoekgetrouw en worden figuren die elkaar raken, afgebeeld op beelden die elkaar ook raken.
- Een cirkelspiegeling beeldt een rechte door het middelpunt af op zichzelf.
- Een cirkelspiegeling beeldt rechten die niet door het middelpunt gaan, af op cirkels.
- Een cirkelspiegeling beeldt cirkels die door het middelpunt gaan, af op rechten door het middelpunt.
- Een cirkelspiegeling beeldt cirkels die niet door het middelpunt gaan, af op cirkels die ook niet door het middelpunt gaan.
- In het bijzonder worden cirkels die de inversiecirkel rechthoekig snijden, op zichzelf afgebeeld.

## Websites
- Vladimir S. Matveev: Inversion am Kreis (Kreisspiegelung). Gedeelte uit een scriptie over lineaire algebra van de Uni Jena (pdf; 828 kB).
- Inversion auf cut-the-knot (Engels)
- Eric W. Weisstein: Inversion, MathWorld, (Engels)